# Melique García
Melique Vencent García (* 18. Juni 1992 in Watervliet, Vereinigte Staaten) ist ein Leichtathlet aus Honduras, der sich auf den Sprint spezialisiert hat.

## Sportliche Laufbahn
Erste internationale Erfahrungen sammelte Melique García im Jahr 2018, als er bei den NACAC-Meisterschaften in Toronto mit 10,76 s im Halbfinale im 100-Meter-Lauf ausschied und auch über 200 Meter schied er mit 22,26 s im Vorlauf aus. Im Jahr darauf gewann er bei den Zentralamerikameisterschaften in Managua in 10,44 s die Silbermedaille über 100 Meter und belegte in 21,94 s den achten Platz im 200-Meter-Lauf. Anschließend startete er dank einer Wildcard bei den Weltmeisterschaften in Doha über 100 Meter und schied dort mit 10,76 s in der Vorausscheidungsrunde aus. 2020 gewann er in 10,81 s die Silbermedaille über 100 Meter bei den Zentralamerikameisterschaften in San José hinter dem Costa Ricaner Emmanuel Niño Villalta und mit der honduranischen 4-mal-100-Meter-Staffel siegte er in 40,55 s. Im Jahr darauf belegte er bei den Zentralamerikameisterschaften ebendort in 10,72 s und 21,77 s jeweils den fünften Platz über 100 und 200 Meter und mit der Staffel gewann er in 42,29 s die Bronzemedaille. 2022 gewann er bei den Zentralamerikameisterschaften in Managua in 10,84 s die Bronzemedaille über 100 Meter und wurde in 21,58 s Vierter über 200 Meter und auch im Staffelbewerb gelangte er mit 43,27 s auf Rang vier. Anschließend erreichte er bei den Weltmeisterschaften in Eugene die Hauptrunde über 100 Meter und schied dort mit 10,88 s aus. Im Jahr darauf schied er bei den Weltmeisterschaften in Budapest mit 10,96 s in der Vorausscheidungsrunde aus. 2024 belegte er bei den Zentralamerikameisterschaften in San Salvador in 10,93 s den vierten Platz über 100 Meter und gelangte mit 22,20 s auf Rang sechs über 200 Meter. Zudem gewann er mit der Staffel in 43,19 s die Bronzemedaille. Dank einer Wildcard nahm er im August über 100 Meter an den Olympischen Sommerspielen in Paris teil und schied dort mit 10,76 s in der Vorausscheidungsrunde aus.
2020 wurde García honduranischer Meister im 100-Meter-Lauf.

## Persönliche Bestleistungen
- 100 Meter: 10,50 s (+0,1 m/s), 18. Mai 2017 in New York City
  - 60 Meter (Halle): 6,76 s, 18. Februar 2018 in Cambridge
- 200 Meter: 21,58 s (+1,4 m/s), 3. Juli 2022 in Managua
  - 200 Meter (Halle): 21,71 s, 14. März 2014 in Lincoln